# Sri Rahayu
Sri Rahayu is een bestuurslaag in het regentschap Pringsewu van de provincie Lampung, Indonesië. Sri Rahayu telt 1428 inwoners (volkstelling 2010).